# Bernhard Strigel
Bernhard Strigel (* um 1460 in Memmingen; † 4. Mai 1528 ebenda) war ein deutscher Maler am Übergang von der Spätgotik zur Renaissance. Er entstammt der süddeutschen Künstlerfamilie Strigel und prägte die in Oberschwaben verwurzelte Memminger Schule.

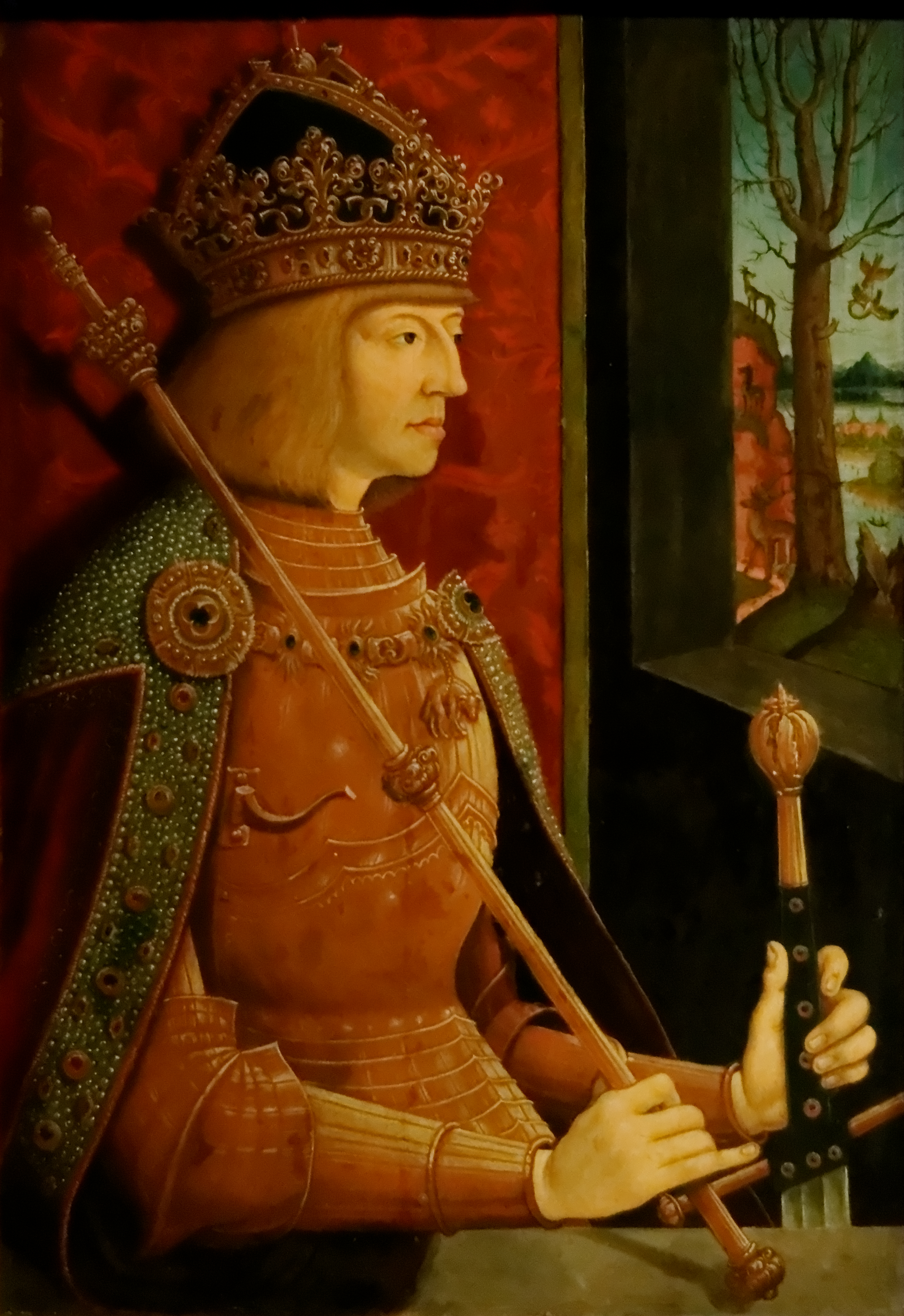
Maximilian I. (1459-1519), Bildnis in halber Figur im goldenen Harnisch, um 1500, Kunsthistorisches Museum, Wien

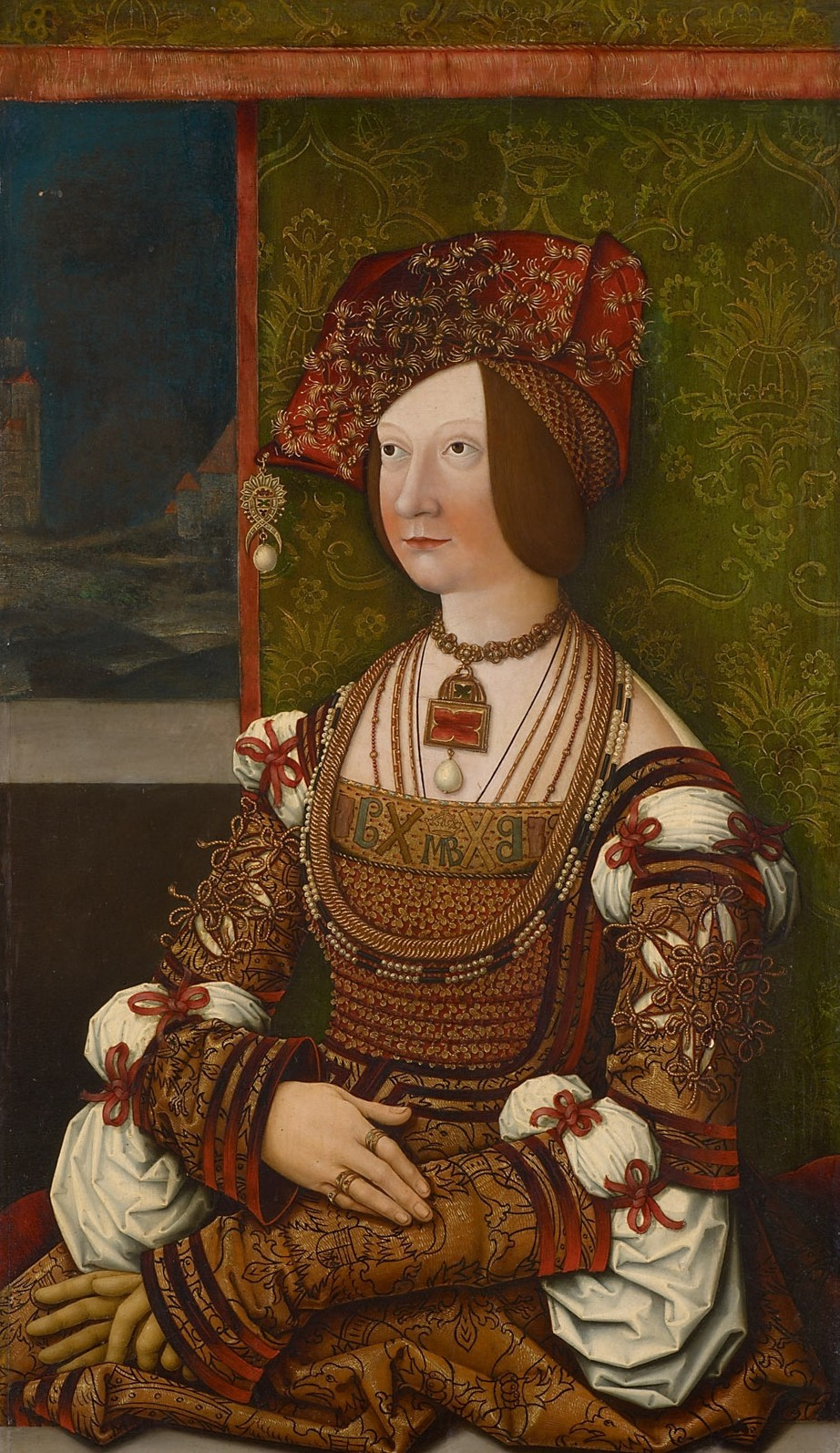
Bianca Maria Sforza (1472-1510), Kaiserin, Halbfigur, um 1505/1510, Schloss Ambras, Innsbruck

## Leben
Der Sohn des Bildhauers Ivo Strigel wird 1505 erstmals im Memminger Steuerbuch genannt. Er stand anfänglich unter dem Einfluss des Künstlers Bartholomäus Zeitblom der sogenannten Ulmer Schule. Später entwickelte er unter niederländischem Einfluss im Mindelheimer Sippenaltar von 1505 und im Salemer Marienaltar von 1507/08 „eine moderne Raumkomposition und einen virtuosen, mitunter kühnen Kolorismus“. Der Salemer Marienaltar ist eines der „Glanzstücke“ des zum Badischen Landesmuseum gehörenden Klostermuseums Salem. – insbesondere dank seiner beiden herausragenden Tafeln der „Geburt Christi“ und der „Anbetung der Heiligen Drei Könige“.
Für Maximilian I., dessen Hofmaler er war, schuf er etliche Bildnisse, die wiederholt kopiert wurden. Der Kaiser erwählte Strigel und nicht etwa den bedeutenderen Dürer oder die Augsburger Maler Burgkmaier und Breu, die der Kaiser auch alle kannte. Strigel nimmt in der Porträtkunst bis heute einen besonderen Platz in der Kunstgeschichte ein. Das Porträt Maximilian I. mit Insignien aus dem Maximilianeum in Innsbruck wurde im Jahre 1965 von dem Vorarlberger Künstler und Restaurator Konrad Honold in Privatbesitz entdeckt und restauriert. Es ist das einzige bisher bekannte Kaiserporträt Maximilians in vollem Krönungsornat. Ein Gruppenporträt Strigels von 1515 zeigt den Kaiser im Kreis seiner Familie. Strigel war 1517 zunächst Memminger „Ratgeb“, dann als Zunftmeister auch Mitglied des Memminger Rates. In dieser Eigenschaft war er für seine Heimatstadt Memmingen unter anderem auch als Gesandter in Rechtsangelegenheiten tätig. Er entwarf neue Bettelordnungen, bewahrte das Gerichtssiegel auf und war Gutachter für die Salzfertiger. Auf der Rückseite einer Auftragsarbeit für den kunstbegeisterten Johannes Cuspinian steht: „Anno humannae reparacionis MDXX Mens octobri...Bernhardinus Strigil pictor civis Memingen nobilis qui solus edicto Caesare Maximilianu ut olim Apelles Alexandrum pingere iussus has imagines manu sinistra per specula ferme sexagenarius Viennae pingebat“. Diese Inschrift war der eigentliche Ausgangspunkt der Strigel-Forschung.

## Werke (Auswahl)
Etliche Werke von Bernhard Strigel befinden sich noch an den dafür vorgesehenen Plätzen. Viele wurden aber vor allem durch die Reformation und Säkularisation vernichtet oder an anderen Orten aufgestellt. In seiner Heimatstadt Memmingen gibt es das Strigel-Museum, in dem zahlreiche Exponate von ihm und der Künstlerfamilie Strigel gezeigt werden.

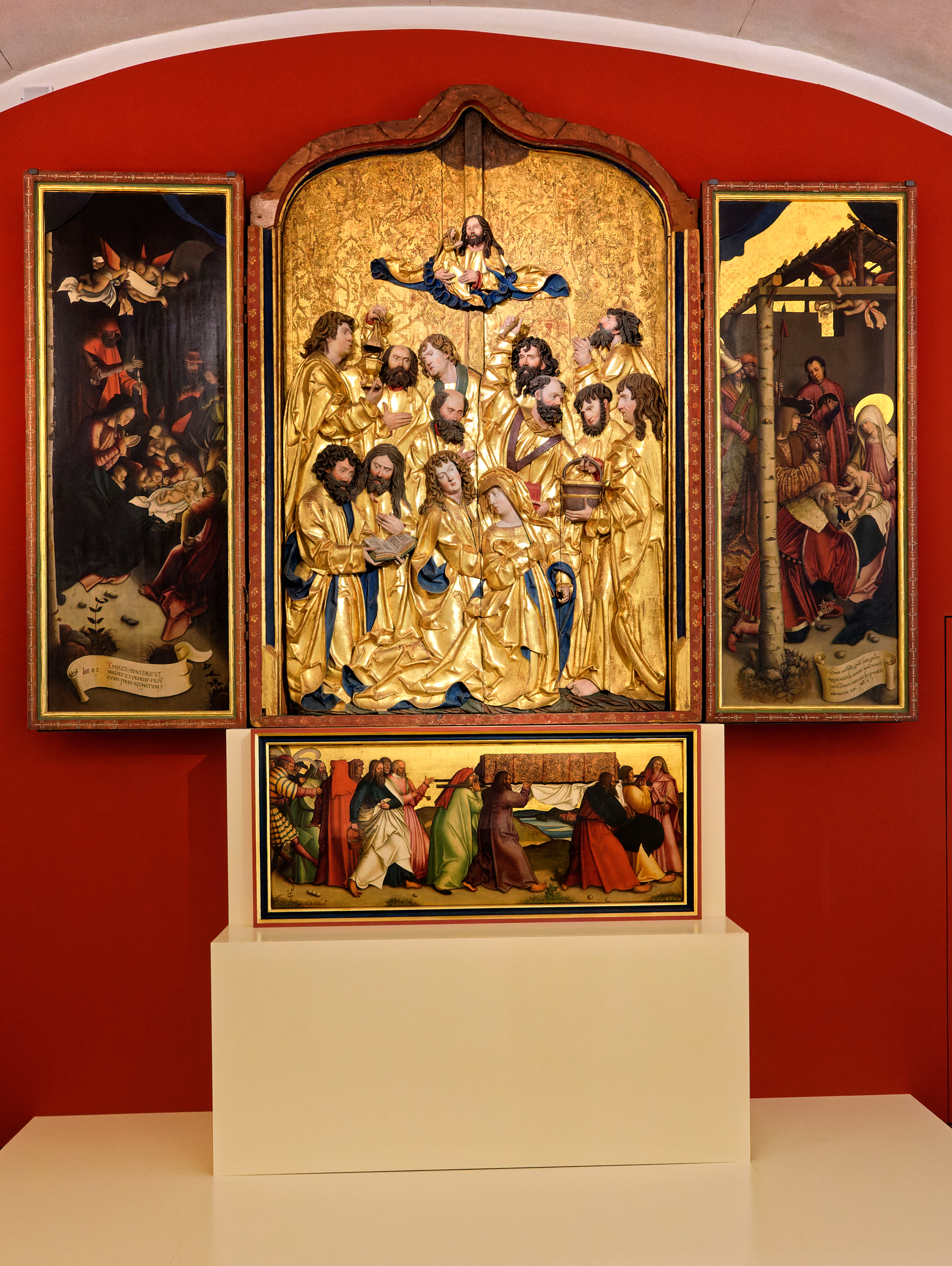
Der Marienaltar im Kloster Salem.

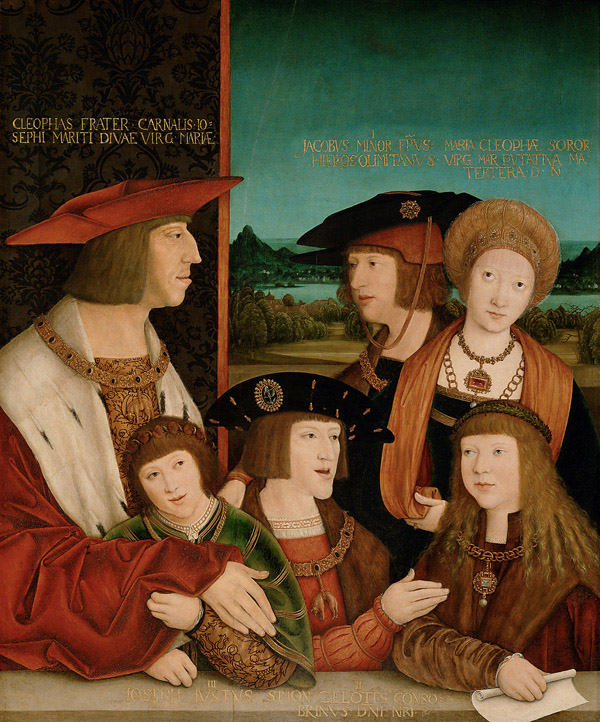
Familie des Kaisers Maximilian I., nach 1515, Kunsthistorisches Museum, Wien – Das Gruppenporträt ist Strigels bekanntestes Werk.

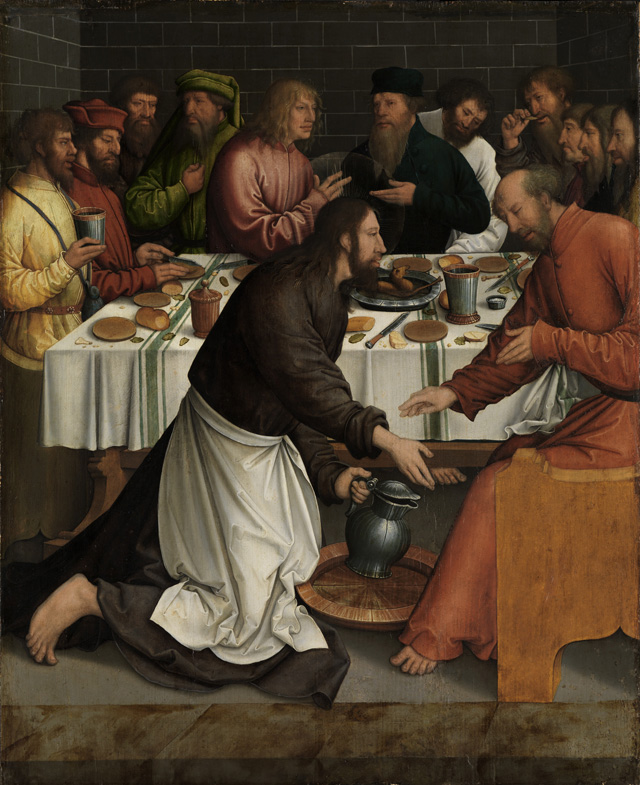
Fußwaschung Christi, gemalt um 1518 für ein Altarretabel der Nikolaikirche in Isny im Allgäu – Standort heute: Staatliche Kunsthalle Karlsruhe

### Religiöse und biblische Darstellungen
- Mindelheimer Sippenaltar (Nürnberg, Germanisches Nationalmuseum, Inv. Nr. Gm 254–259, 888–891), um 1505/1506
- Marienaltar aus Kloster Salem (Badisches Landesmuseum, Zweigstelle Reichsabtei Salem), 1507/08
- Zwölfjähriger Jesus im Tempel (Memmingen, Strigel-Museum), um 1509
- Christus nimmt Abschied von seiner Mutter und Die Entkleidung Christi (Berlin, Gemäldegalerie Berlin), um 1520
- Maria Cleophas und Maria Salome mit ihren Familien (Washington D. C., National Gallery of Art, Inv. Nr. 1961.9.88–89), um 1520/28
- König David und Prophet (Stuttgart, Staatsgalerie Stuttgart)
- Vermählung Mariens (Ulm, Museum Ulm)
- Geburt Mariens und Heimsuchung der Maria (Stuttgart, Staatsgalerie)
- Darbringung im Tempel (Stuttgart, Staatsgalerie)
- mit Bartholomäus Zeitblom u. a.: Ausmalung der Margarethenkapelle und Hochaltarretabel der Klosterkirche (Blaubeuren, Kloster Blaubeuren)
- Beweinung Christi (Memmingen, Strigel-Museum)
- Altarretabel (Obersaxen, St.-Georgs-Kapelle)

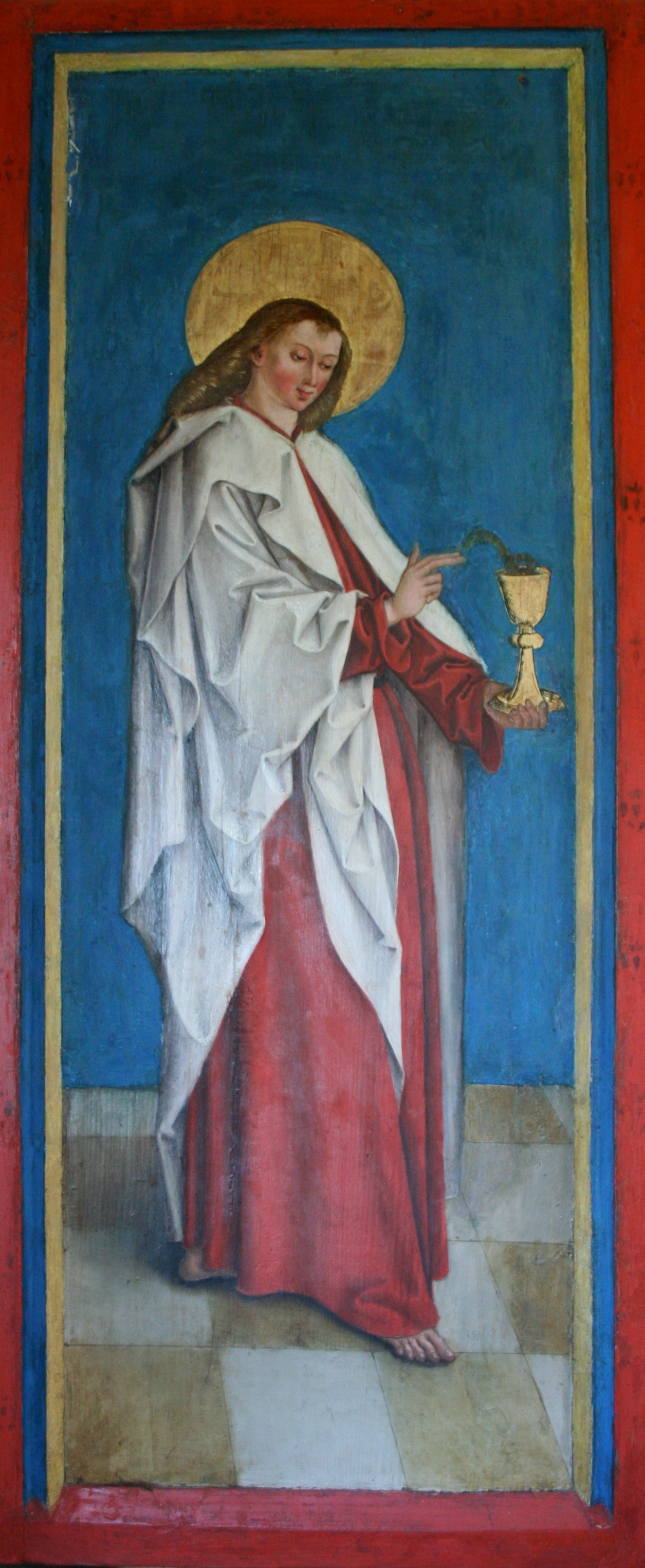
Außen links: Evangelist Johannes
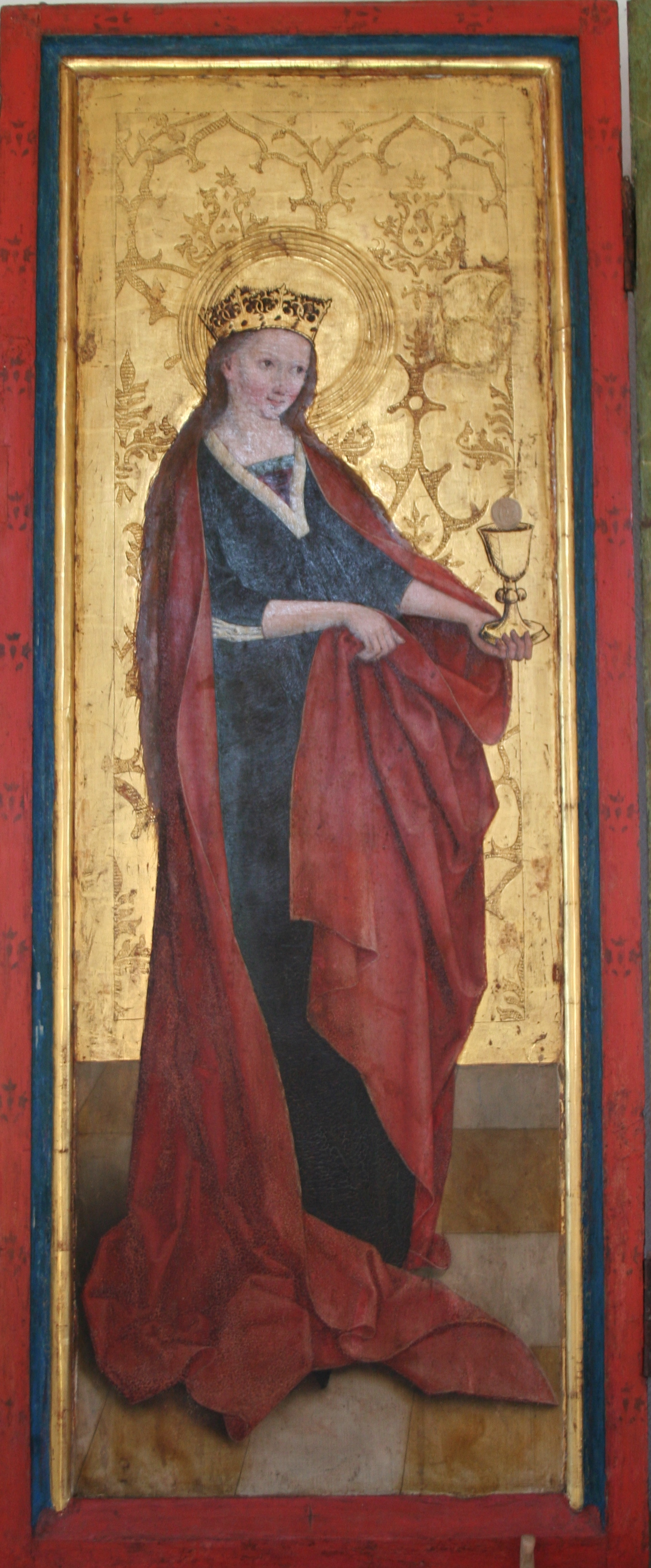
Links: Barbara von Nikomedia
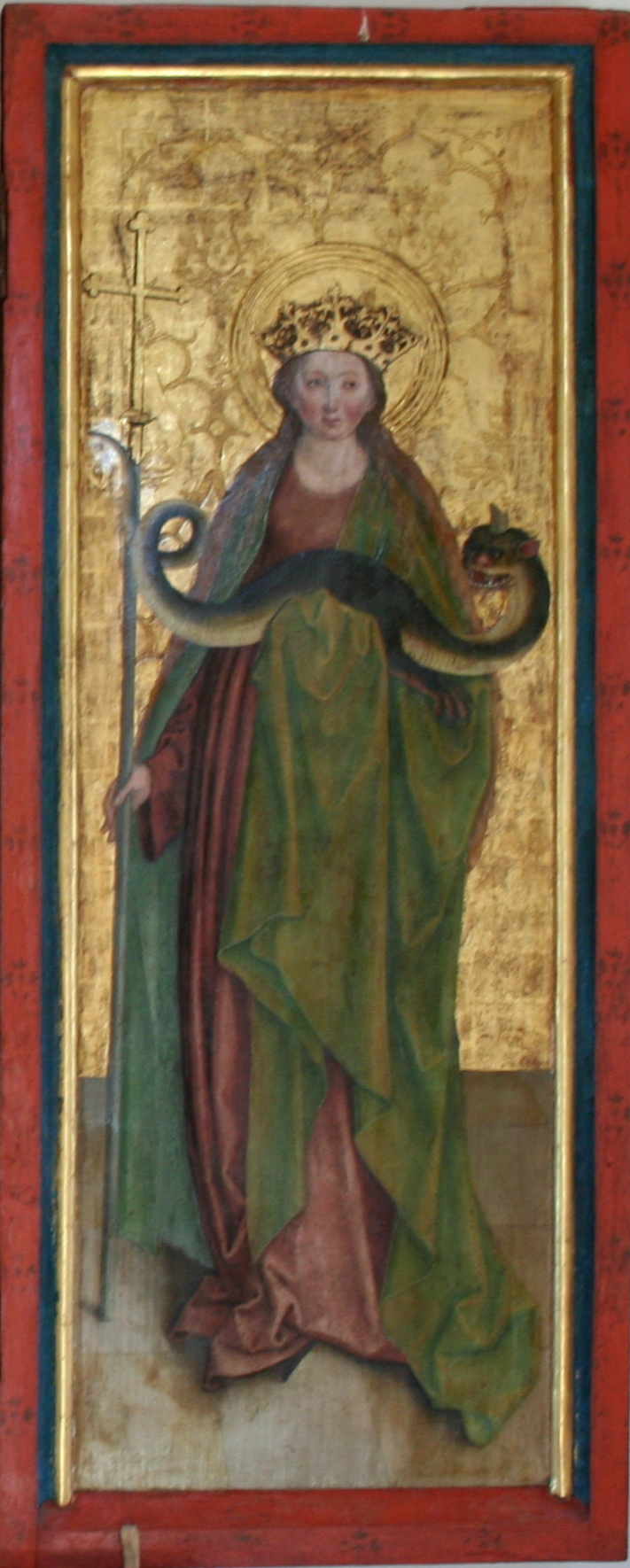
Rechts: Margarethe von Antiochia
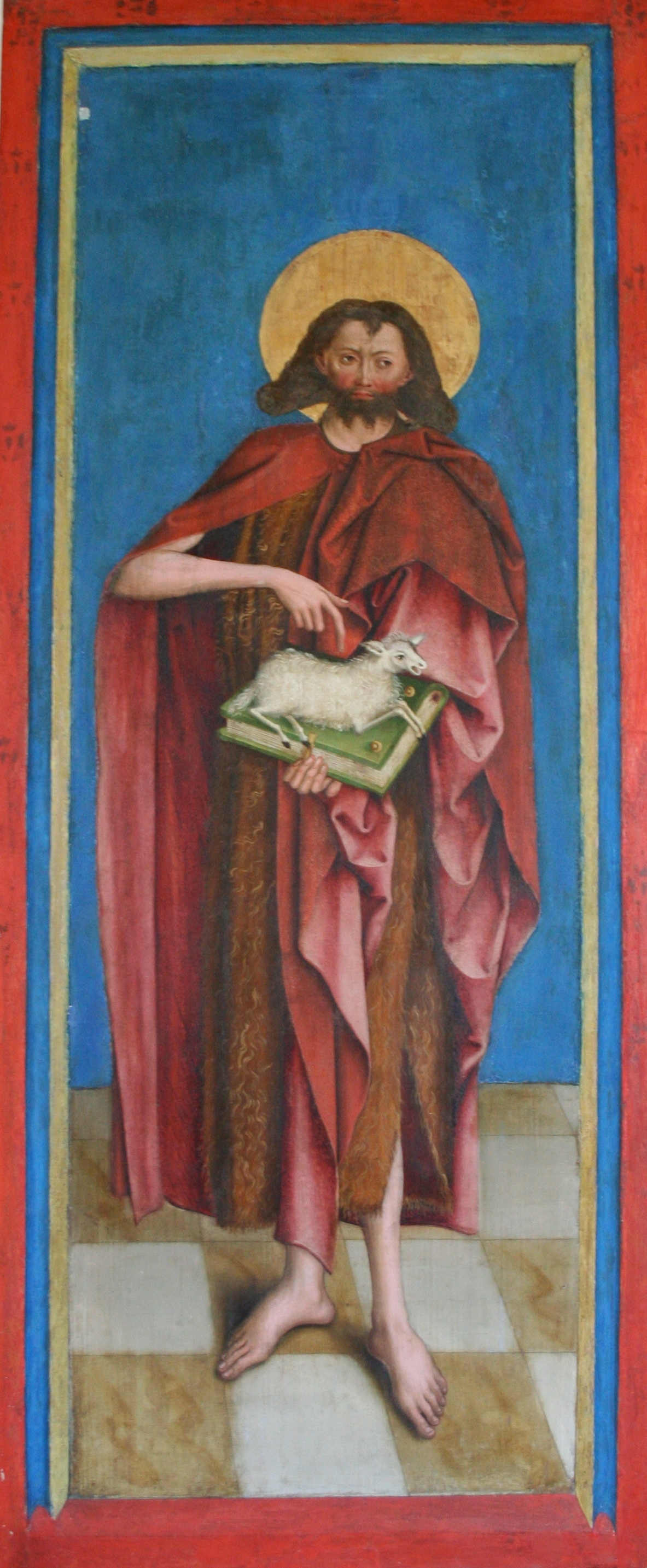
Außen rechts: Johannes der Täufer

### Porträts
- Hans Roth (Washington D. C., National Gallery of Art, Inv. Nr. 1947.6.4), 1527
- Margarethe Vöhlin (Washington D. C., National Gallery of Art, Inv. Nr. 1947.6.5), 1527
- Bildnis einer vornehmen Dame (Memmingen, Strigel-Museum)
- Vier Köpfe und Bildnis eines älteren bärtigen Mannes (Stuttgart, Staatsgalerie)
- Sibylla von Freyberg, geborene Gossenbrod (1479–1521) (München, Alte Pinakothek, Inv. Nr. 6821)
- Georg Tannstetter (1482–1535) (Vaduz, Sammlungen der Fürsten von Liechtenstein)

## Literatur

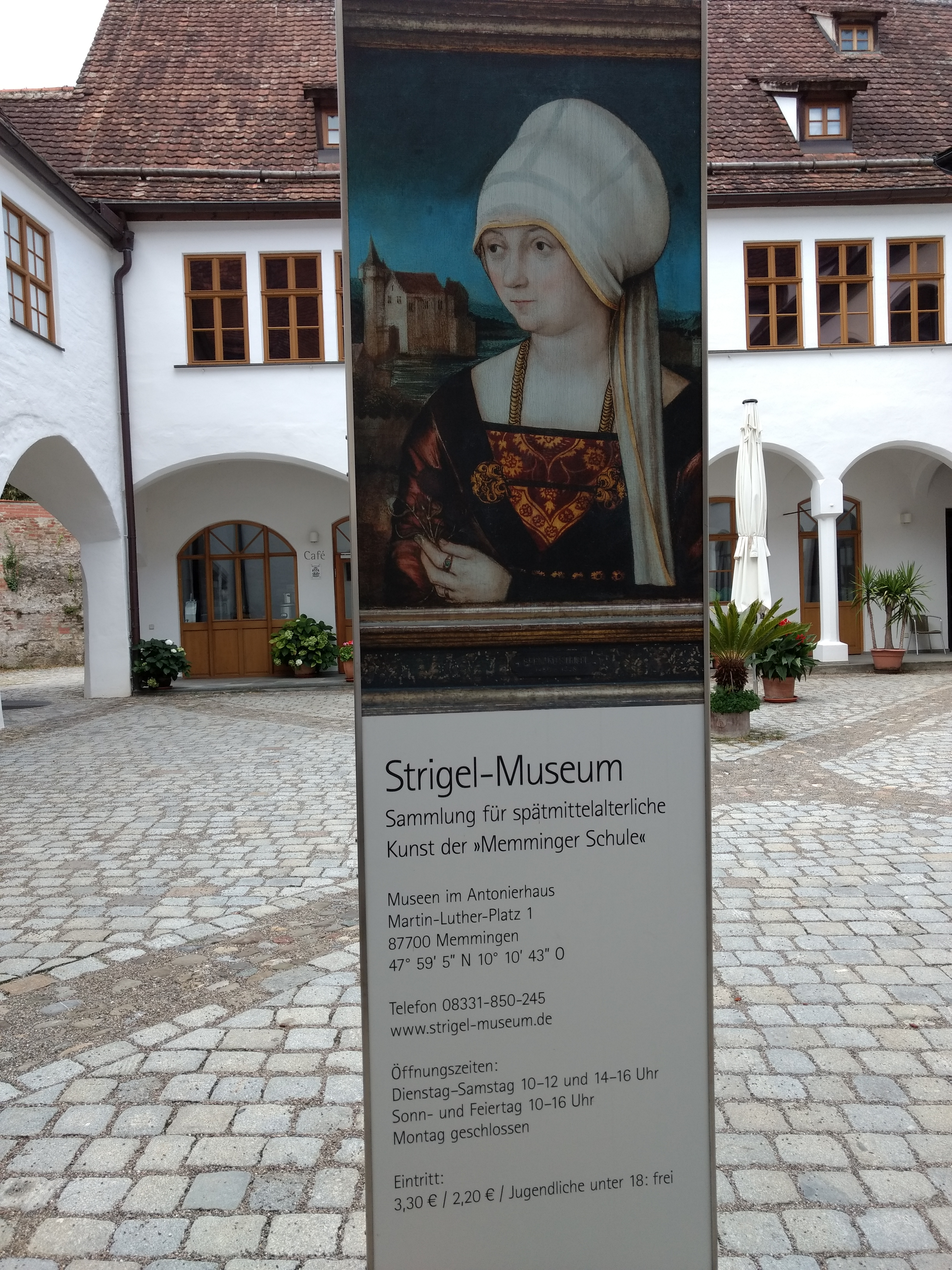
Strigel-Museum

## Ämter
| Amt                           | 1515 | 1516 | 1517 | 1518 | 1519 | 1520 | 1521 | 1522 | 1523 | 1524 | 1525 | 1526 | 1527 | 1528 |
| ----------------------------- | ---- | ---- | ---- | ---- | ---- | ---- | ---- | ---- | ---- | ---- | ---- | ---- | ---- | ---- |
| Ratgeb                        |      |      | 1517 |      |      | 1520 | 1521 |      |      | 1524 | 1525 |      |      | 1528 |
| Zunftmeister                  |      |      |      | 1518 | 1519 |      |      | 1522 | 1523 |      |      | 1526 | 1527 |      |
| Einunger                      |      |      |      |      | 1519 | 1520 |      |      |      |      |      | 1526 | 1527 |      |
| Bauschauer                    |      |      |      |      |      | 1520 | 1521 | 1522 |      |      |      | 1526 | 1527 |      |
| Steuerherr                    |      |      |      |      |      |      |      |      | 1523 |      |      |      |      |      |
| Zweier                        |      | 1516 |      |      |      |      |      |      |      |      |      |      |      |      |
| Richter                       | 1515 | 1516 |      |      |      |      |      |      |      |      |      |      |      |      |
| Dreizehner                    |      |      |      |      |      |      |      |      |      |      |      |      |      |      |
| Pfleger von Frickenhausen     |      |      |      |      |      |      | 1521 |      |      |      |      |      |      |      |
| Pfleger von St. Martin        |      |      |      |      |      |      |      |      |      |      |      |      |      |      |
| stellv. Pfleger v. St. Martin |      |      |      |      |      |      | 1521 |      |      |      |      | 1526 |      |      |
| Einnehmer der Großspendpflege |      |      |      |      |      |      |      | 1522 | 1523 |      |      |      |      |      |
| Obmann der Salzpfleger        |      |      |      |      |      |      |      |      | 1523 |      |      |      | 1527 |      |

## Aufgaben in den Urkunden
| Aufgabe                          | 1515 | 1516 | 1517 | 1518 | 1519 | 1520 | 1521 | 1522 | 1523 | 1524 | 1525 | 1526 | 1527 | 1528 |
| -------------------------------- | ---- | ---- | ---- | ---- | ---- | ---- | ---- | ---- | ---- | ---- | ---- | ---- | ---- | ---- |
| Aufbewahrung des Gerichtssiegels |      |      |      |      |      |      |      |      | 1523 |      |      |      |      |      |
| Abfassung einer neuen Metordnung |      |      |      | 1518 |      |      |      |      |      |      |      |      |      |      |
| Abfassung einer Almosenordnung   |      |      |      |      |      |      |      |      | 1523 |      |      |      |      |      |
| Abfassung einer Bettelordnung    |      |      |      |      |      |      |      |      |      |      |      |      | 1527 |      |
| Entwurf einer Gerichtsordnung    |      |      |      |      |      |      |      |      |      |      |      |      | 1527 |      |
| Gutachter für die Salzfertiger   |      |      |      |      |      |      |      |      | 1523 |      |      |      |      |      |